# Szczypiorno (wieś)
Szczypiorno – wieś sołecka w Polsce położona w województwie mazowieckim, w powiecie nowodworskim, w gminie Pomiechówek.
W latach 1975–1998 miejscowość administracyjnie należała do województwa warszawskiego.
Na terenie miejscowości działa Wspólnota „Betesda”, będąca placówką Zboru „Praga dla Chrystusa” w Warszawie, należącego do Kościoła Bożego w Chrystusie.